# 沃克山
24°3′54″S 30°3′54″E / 24.06500°S 30.06500°E

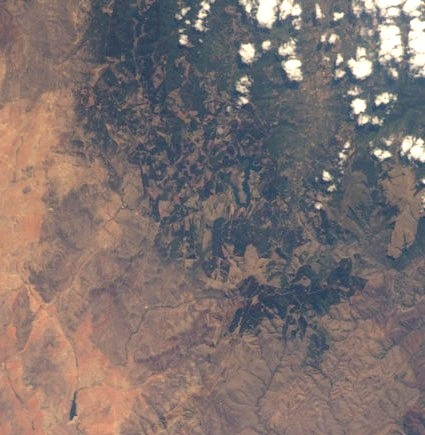

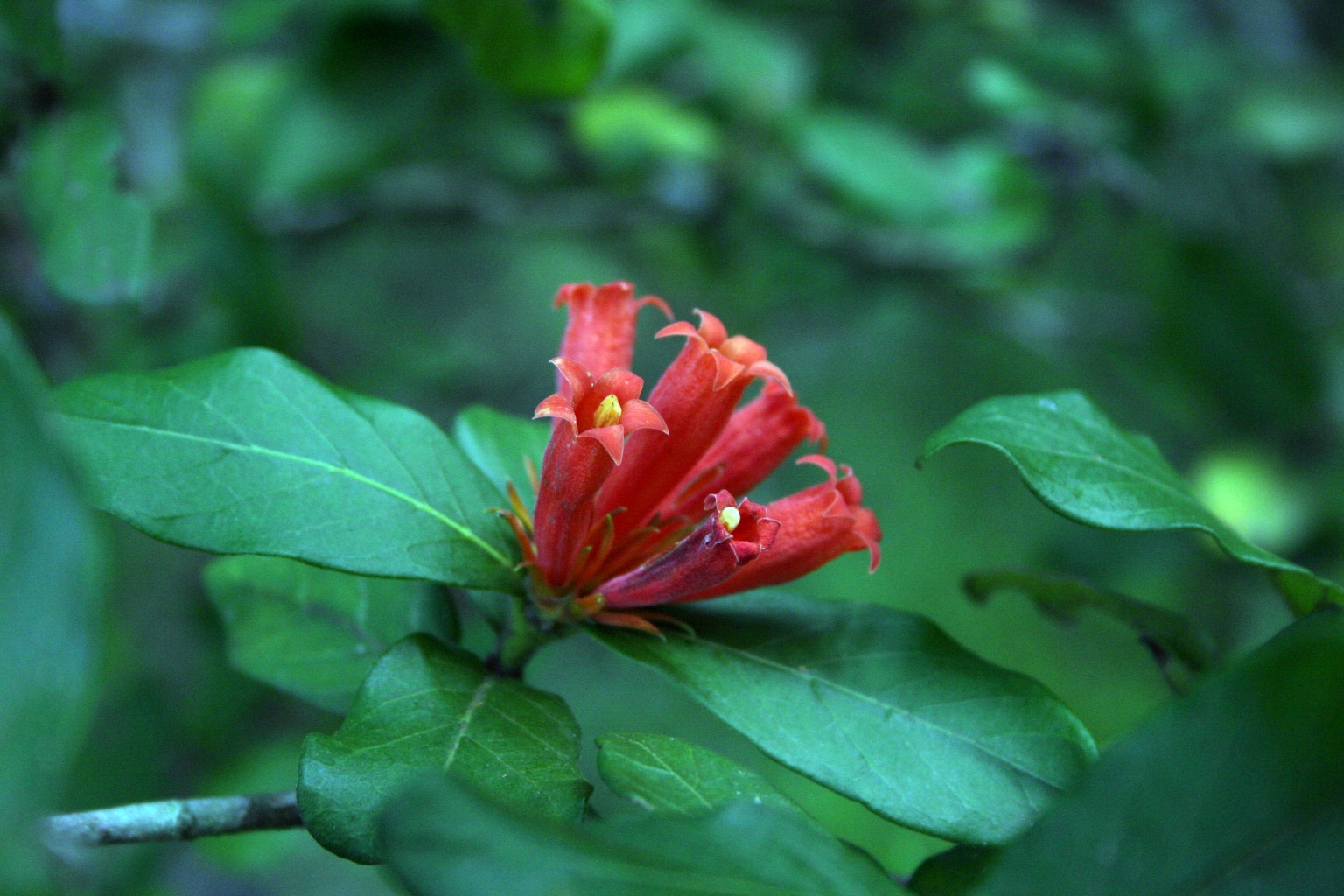

沃克山是南非的山脈，位於該國東北部林波波省，處於首都比勒陀利亞東北面270公里，長30公里、寬10公里，最高點海拔高度2,126米，每年平均降雨量891毫米。